# 日本怪蛤
日本怪蛤（学名：Cetoconcha japonica）是笋螂目怪蛤科怪蛤属的一种。主要分布于中国大陆，常栖息在水深80-160米。